# جايك وقراصنة أرض الأحلام
جايك وقراصنة أرض الأحلام (بالإنجليزية: Jake and the Never Land Pirates)‏ هو مسلسل رسوم متحركة امريكي بدأ عرضه في 14 فبراير عام 2011 ويعرض على ديزني جونيور.
يعيش ابطالها يوميا مغامرات جديدة من اجل الحصول على الكنز المفقود ويواجه القراصنة الصغار جيك واتزي وكوبي خصمهم العنيد الكابتن هوك وطاقمه ،وبعد نجاح كل مهمة يقومون بها يبدأ جيك واصدقائه بتعداد القطع الذهبية التي جمعوها من حل الألغاز وتخطي عقبة الكابتن هوك وقراصنته واخيرا يضعونها في صندوق الكنز الخاص بهم .

## وصلات خارجية
- الموقع الرسمي
- جايك وقراصنة أرض الأحلام على موقع IMDb (الإنجليزية)
- جايك وقراصنة أرض الأحلام على موقع روتن توميتوز (الإنجليزية)
- جايك وقراصنة أرض الأحلام على موقع كينوبويسك (الروسية)
- جايك وقراصنة أرض الأحلام على موقع ألو سيني (الفرنسية)
- جايك وقراصنة أرض الأحلام على موقع قاعدة بيانات الفيلم (الإنجليزية)
- Jake And The Never Land Pirates في قاعدة بيانات الرسوم المتحركة الكبيرة
- Disney Channel information on Jake and the Never Land Pirates